# Copiale cipher
Copiale cipher er et krypteret manuskript i bogform med 75.000 håndskrevne bogstaver og symboler på 105 sider. Manuskriptet er dateret til perioden 1760-1780, men selve teksten er formentlig cirka 25 år ældre. Det indeholder såvel abstrakte symboler som bogstaver fra det græske alfabet og størstedelen af det latinske alfabet. Det var næsten ukendt i offentligheden, indtil et internationalt forskerteam brød koden i april 2011.
Manuskriptet blev dekrypteret af Kevin Knight fra University of Southern California i samarbejde med Beáta Megyesi og Christiane Schaefer fra Uppsala universitet. De konstaterede, at manuskriptet var et komplekst homofonisk substitutionsciffer.